# Grigori Denisenko
Grigori Denisenko (Novosibirsk, Rusia, 24 de junio de 2000) es un jugador profesional ruso de hockey sobre hielo que se desempeña en la posición de extremo izquierdo en Vegas Golden Knights, equipo de la National Hockey League (NHL).

## Carrera
Fue seleccionado en la primera ronda en la NHL Entry Draft de 2018. En 2020 hizo su debut profesional con el equipo Florida Panthers, en el cual jugó tres temporadas (2020-2023), después pasó a Vegas Golden Knights, donde lleva jugando una temporada.